# Idrocarburi aromatici

Il benzene, l'idrocarburo aromatico più elementare

Idrocarburi aromatici, o areni (simbolo Ar-H), sono tutti gli idrocarburi che contengono uno o più anelli aromatici nella loro struttura. La presenza di tali anelli conferisce loro reattività particolari, molto diverse da quelle dei composti alifatici aventi peso molecolare e gruppi funzionali simili.
L'idrocarburo aromatico più semplice, considerato il capostipite di questa classe di composti, è il benzene con formula molecolare C6H6.